# Вежен (хижа)
„Хижа Вежен“ е туристическа хижа в Златишко-Тетевенския дял на Стара планина.

## Местоположение
Разположена е в резерват Царичина, на северните склонове на връх Вежен (2198). До хижата се достига по път с трошено-каменна настилка от село Рибарица (17 км).

## Описание
Представлява комплекс от две масивни сгради и 12 дървени бунгала с общ капацитет 140 места, кухненски блок и столова. Сградите са водоснабдени и електрифицирани, отоплението е с печки на твърдо гориво. Бунгалата са електрифицирани, без санитарни възли, ползват се през летния сезон. 

## Съседни обекти
| Населени места   | Населени места |
| ---------------- | -------------- |
| село Рибарица    | 4,30 ч.        |
| гара Копривщица  | 6,30 ч.        |
| гара Клисура     | 7,00 ч.        |
| село Антон       | 7,30 ч.        |
| Хижи             |                |
| Момина поляна    | 6,30 ч.        |
| Планински извори | 6,00 ч.        |
| Бенковски        | 2,30 ч.        |
| Ехо              | 3,00 ч.        |
| Козя стена       | 5,00 ч.        |
| Върхове          |                |
| Вежен (2198)     | 2,00 ч.        |